# Neptis kiriakoffi
Neptis kiriakoffi là một loài bướm ngày thuộc họ Nymphalidae. Nó được tìm thấy ở Châu Phi hạ Sahara.
Sải cánh dài 40–48 mm đối với con đực và 45–52 mm đối với con cái. Con trưởng thành có thể bay quanh năm.
Ấu trùng ăn Acalypha paniculata, Paullinia, Australina, và Pilea loài.